# Giovanni Emo (vescovo)
Giovanni Emo (1565 – Bergamo, 16 ottobre 1622) è stato un vescovo cattolico italiano.

## Biografia
Giovanni Emo, era originario dell'importante famiglia veneziana Emo i cui avi avevano combattuto durante la Battaglia di Lepanto. 
Fu designato vescovo di Bergamo il 18 aprile 1611 e consacrato il 24 maggio dal cardinale Giovanni Dolfin con i co-consacranti Marco Corner, vescovo di Padova, e Luca Stella vescovo di Retimo.
Successore del vescovo Giovambattista Milani, dimissionario, dovette affrontare le gravi discordie causate dalla distruzione della chiesa alessandrina in Via Borgo Canale, chiesa soppressa per la costruzione delle mura veneziane nel 1561. Il nuovo vescovo eresse una colonna il 28 settembre 1621 sul luogo dove si trovava l'antica basilica, ma dovette trovare un accordo tra i due Capitoli: quello della basilica distrutta e quello di San Vincenzo, che si trovava occupato dai nuovi membri. Già in precedenza i due capitoli si contendevano la sede vescovile.

Il vescovo Emo riuscì a riunire i due capitoli: simbolo di questa unione è la Croce di Ughetto, opera d'argento del 1386 che nel 1616 fu modificata presentando da un lato la raffigurazione del santo bergamasco cavallo, mentre il lato opposto proveniente dalla chiesa dal patrimonio della chiesa di San Vincenzo.
La sua presenza è documentata nella consacrazione di molte chiese del territorio bergamasco, tra le quali quella poi soppressa dedicata a san Carlo al Soccorso, e la San Carlo ai Mendicanti. Nonché come cofondatore di due istituzioni di carità, con don Regolo Belotti

## Genealogia episcopale
La genealogia episcopale è:
- Vescovo Otto von Sonnenberg
- Vescovo Friedrich von Zollern
- Vescovo Ruprecht von Pfalz-Simmern
- Vescovo Mathias Schach, O.Cart.
- Vescovo Philipp von der Pfalz
- Cardinale Matthäus Lang von Wellenburg
- Vescovo Ägidius Rehm
- Vescovo Johann Kluspeck, C.R.S.A.
- Vescovo Wolfgang von Salm
- Vescovo Urban Sagstetter
- Arcivescovo Johann Jakob von Kuen-Belasy
- Vescovo Urban von Trennbach
- Arcivescovo Wolf Dietrich von Raitenau
- Cardinale Alfonso Visconti, C.O.
- Cardinale Giovanni Dolfin
- Vescovo Giovanni Emo